# Webware for Python
Webware for Python — набір компонентів для створення вебзастосунків на мові програмування Python.
Стандартний набір компонентів пропонує такі можливості:
- Сервер застосунків (англ. Application server), підтримується багатонитковість;
- Сервлети, ідею запозичено у Java сервлетів.
- Серверні пайтон сторінки (англ. Python Server Pages, PSP), схожі на ASP, JSP та PHP.
- Об'єктно-реляційне відображення (англ. Object-Relational Mapping, ORM), використовуючи модуль MiddleKit;
- Планування виконання завдань;
- Керування обліковими записами користувачів та аутентифікацію;
- Обгортку на CGI.

Деякі компоненти можна використовувати окремо від решти.